# Bass Highway (Victoria)
The Bass Highway ist eine Fernstraße im Süden des australischen Bundesstaates Victoria. Er verbindet den South Gippsland Highway südlich von Lang Lang mit dem Strzelecki Highway in Leongatha, das wieder am South Gippsland Highway liegt.

## Verlauf
Ca. 3 km südlich von Lang Lang zweigt die Straße nach Süden vom South Gippsland Highway (M420) ab und folgt damit weiter der Ostküste des Western Port. Die ersten 9 km sind noch vierspurig ausgebaut, dann wird die Straße zweispurig. Das folgende Straßenabschnitt nach Süden vermittelt die Zufahrt zu den beiden Inseln im Western Port, French Island und Phillip Island.
Kurz nach dem letzten Abzweig biegt die Straße nach Südosten ab und führt nach Wonthaggi und Inverloch. In Inverloch an der Venus Bay wendet sich der Bass Highway nach Nordosten ins Landesinnere und erreicht bei Leongatha wieder den South Gippsland Highway (A440). Seine Fortsetzung nach Nordosten ist der Strzelecki Highway (B460).

## Straßennummerierung
- von Lang Lang bis Bass
- von Bass bis Anderson
- von Anderson bis Leongatha

## Wichtige Kreuzungen und Anschlüsse
| Bass Highway |                                    |                                    |                                                                    |
| Anschlüsse Richtung Norden | Entfernung nach Melbourne (km)     | Entfernung zum Phillip Island (km) | Anschlüsse Richtung Süden                                          |
| Ende Bass Highway weiter als South Gippsland Highway nach Cranbourne / Melbourne | 86                                 | 54                                 | Beginn Bass Highway vom South Gippsland Highway                    |
| Woodleigh Gurdies-St Helier Road | 96                                 | 44                                 | Woodleigh Gurdies-St Helier Road                                   |
| Pier Road Almurta Grantville-Glen Alvie Road | 101                                | 39                                 | Grantville                                                         |
| Grantville | 101                                | 39                                 | Almurta Grantville-Glen Alvie Road Pier Road                       |
| Corinella Corinella Road Glen Forbes Glen Forbes Road | 105                                | 35                                 | Glen Forbes Glen Forbes Road Corinella, Coronet Bay Corinella Road |
| Coronet Bay Soldiers Road | 110                                | 30                                 | Coronet Bay Soldiers Road                                          |
| weiter als | 111                                | 29                                 | weiter als                                                         |
| Bass Hade Avenue | 112                                | 28                                 | Bass Hade Avenue                                                   |
| weiter als | 117                                | 23                                 | Phillip Island Phillip Island Road                                 |
| Phillip Island Phillip Island Road | 117                                | 23                                 | Phillip Island Phillip Island Road                                 |
| Westbound | Entfernung zum Phillip Island (km) | Entfernung nach Leongatha (km)     | Eastbound                                                          |
| Ende | 23                                 | 56                                 | Beginn                                                             |
| Kongwak, Korumburra Korumburra Road | 40                                 | 39                                 | Kongwak, Korumburra Korumburra Road                                |
| Cape Paterson Cape Paterson Road | 40,5                               | 38,5                               | Wonthaggi                                                          |
| Wonthaggi | 40,5                               | 38,5                               | Cape Paterson Cape Paterson Road                                   |
| Inverloch, Korumburra Korumburra-Inverloch Road | 53                                 | 26                                 | Korumburra, Inverloch Korumburra-Inverloch Road                    |
| Inverloch, Cape Paterson, Venus Bay Inverloch-Venus Bay Road | 54                                 | 25                                 | Venus Bay, Inverloch Inverloch-Venus Bay Road                      |
| Beginn Bass Highway | 79                                 | 0                                  | Leongatha                                                          |
| Beginn Bass Highway | 79                                 | 0                                  | Ende Bass Highway                                                  |
| Roundabout (clockwise from highway) Strzelecki Highway nach Mirboo North und Morwell über den South Gippsland Highway nach Korumburra und Melbourne South Gippsland Highway nach Foster und Yarram |                                    |                                    |                                                                    |